# La Puente del Valle
La Puente del Valle es una localidad del municipio de Valderredible (Cantabria, España).  Está localizada a 708 m s. n. m., y dista 4 km de la capital municipal, Polientes. En el año 2024 contaba con una población de 21 habitantes (INE).

## Paisaje y naturaleza
El referente natural de La puente del Valle es el río Ebro, que después de atravesar sus cuatro barrios entre chopos, álamos y sauces se encaja por un momento entre los roqueados de arenisca de época Wealdense que tan frecuentemente vemos aflorar por toda la parte central de Valderredible. En los montes del entorno son constantes las agrupaciones de roble albar y sus subespecies degradadas, que forman un cerrado sotobosque que se extiende por el norte hasta las inmediaciones de Quintanas Olmo.

## Patrimonio histórico
Es de muy buena calidad la arquitectura rural de La Puente del Valle, en la que destaca la buena talla de la piedra de sillería en la mayoría de las casas, lo que no es de extrañar si tenemos en cuenta que la cantería fue uno de los oficios tradicionales de los habitantes del pueblo.
En el conjunto rupestre del alto San Pantaleón, (en el cruce de Puente del Valle con Montecillo y Quintanilla de An), sobre un promontorio de arenisca, se sitúa una impresionante necrópolis altomedieval compuesta por varias tumbas de tipo antropomorfo y de bañera excavadas en la roca, y tres pequeños habitáculos hipogeos a modo de panteones o nichos para dos o tres personas. Este tipo de enterramientos se corresponden con el asentamiento de los primeros repobladores foramontanos que se establecieron en Valderredible hacia la primera mitad del siglo IX, una vez garantizada la estabilidad del territorio después de la invasión musulmana.
La iglesia del pueblo tiene advocación a San Pantaleón. Es de buen estilo barroco del XVIII y alberga en el interior una pila bautismal románica.

## Lugares de interés
En la localidad pueden acercarse al centro de visitantes de la Piedra en Seco, dependiente de la Consejería de Medio Ambiente de Cantabria, abierto al público desde finales del año 2006. En el interior pueden encontrarse muestras de los distintos usos y técnicas utilizados en la arquitectura tradicional de piedra en seco (sin argamasa), así como reproducciones en forma de maquetas de distintas arquitecturas similares por diferentes localizaciones del mundo, y una a tamaño real en el jardín.

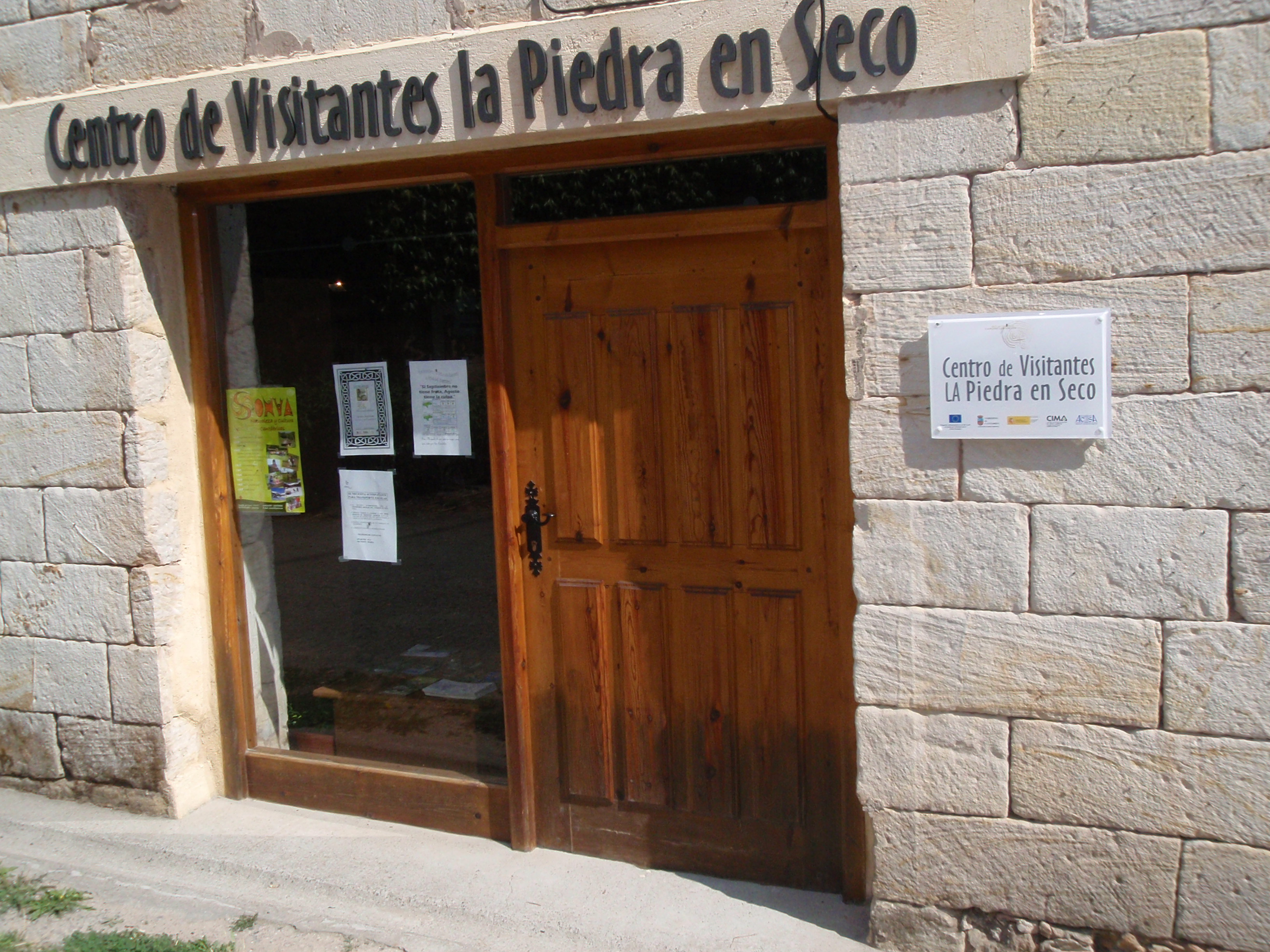
Centro de Visitantes la Piedra en Seco, en Puente del Valle.

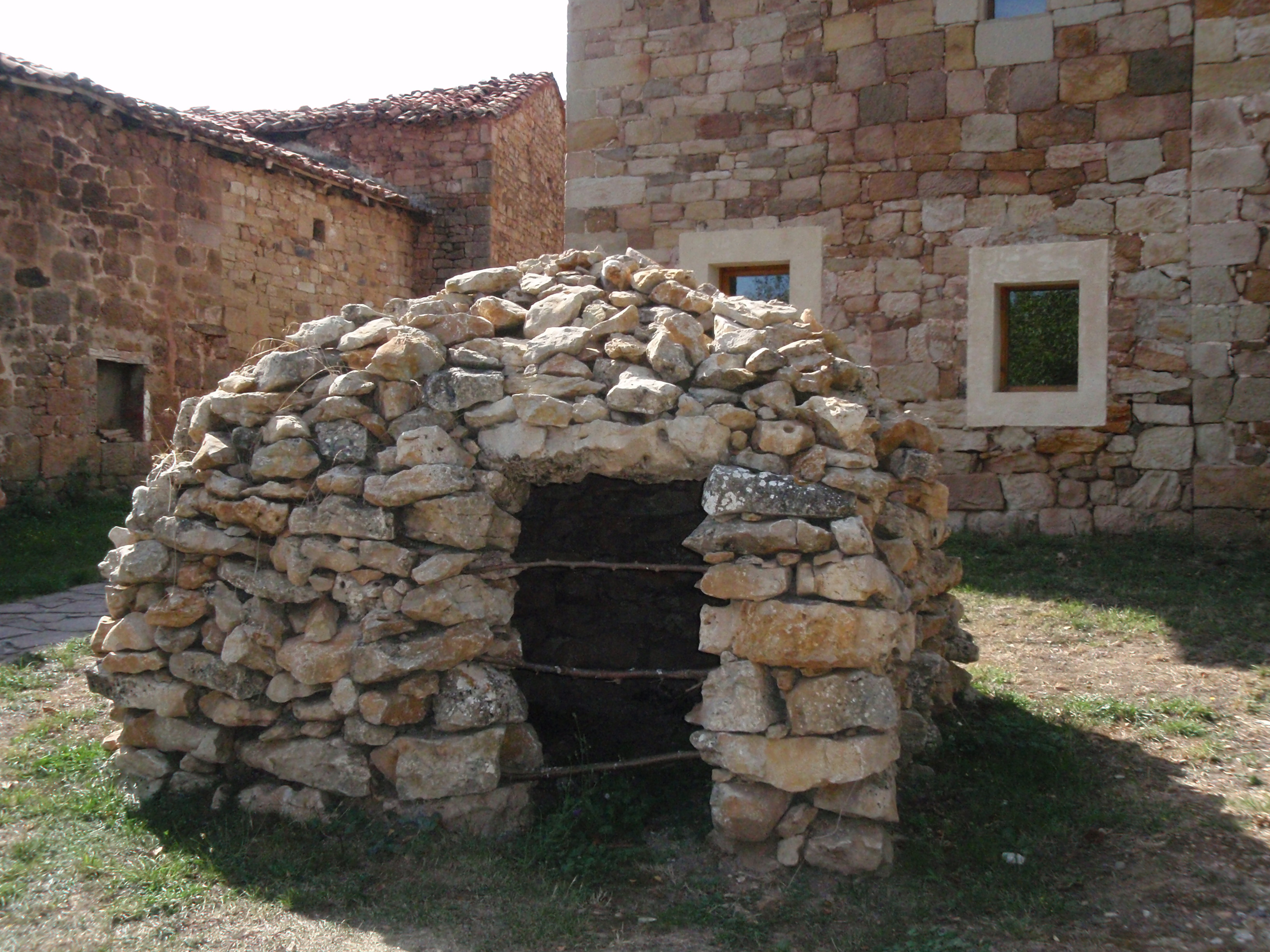
Cabaña de piedra en Seco.

## Enlaces
- Periódico Alerta
- Valderredible (enlace roto disponible en Internet Archive; véase el historial, la primera versión y la última).

- Datos: Q9018857
- Multimedia: La Puente del Valle / Q9018857